# Kelbra (Kyffhäuser)

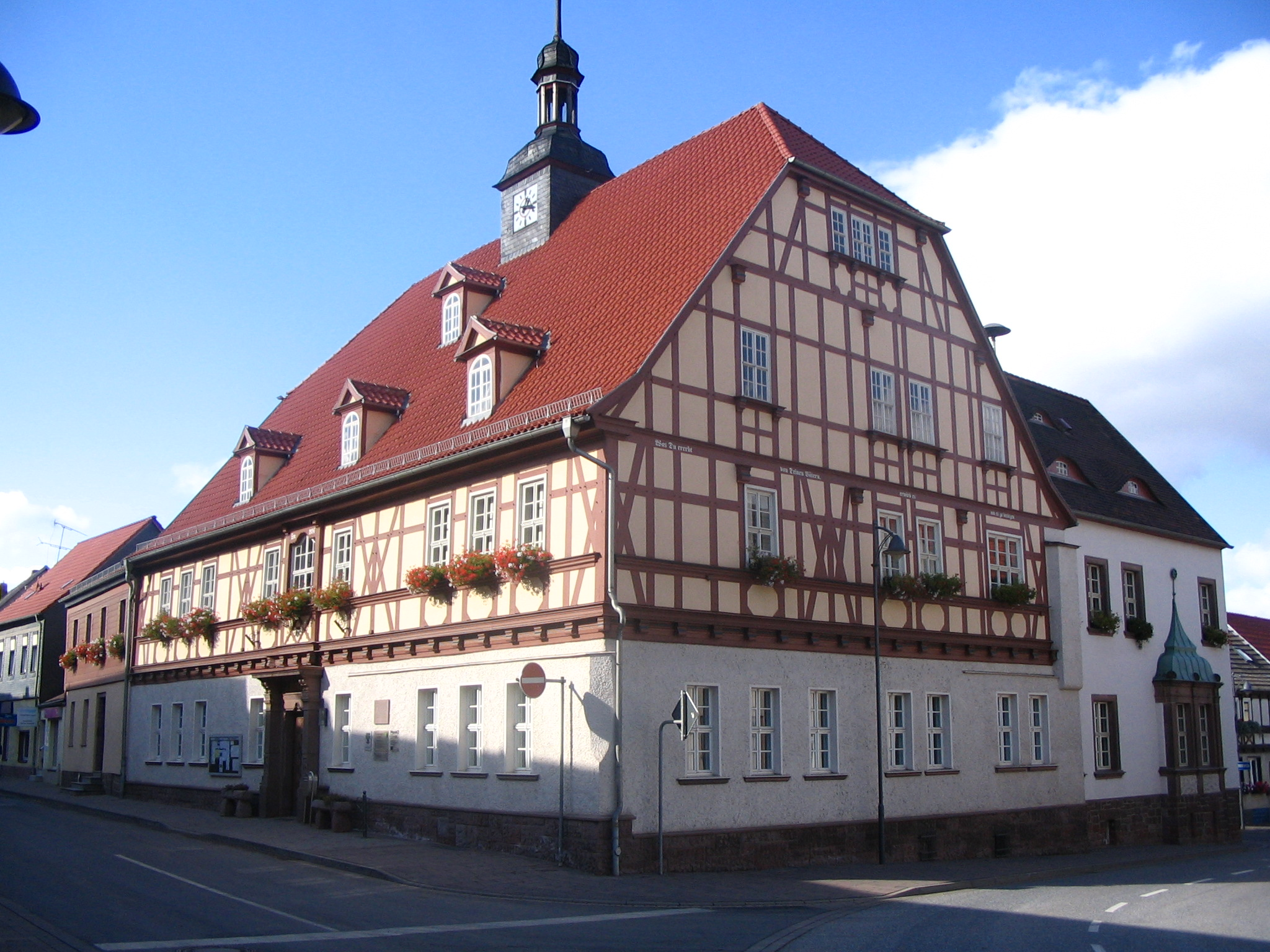
Ratusz

Kelbra (Kyffhäuser) − miasto w Niemczech, w kraju związkowym Saksonia-Anhalt, w powiecie Mansfeld-Südharz, siedziba gminy związkowej Goldene Aue.
1 lipca 2009 do miasta przyłączono gminę Tilleda (Kyffhäuser).

## Współpraca
Miejscowości partnerskie:
- Bad Salzdetfurth, Niemcy
- Frampton Cotterell, Wielka Brytania
- Raduň, Czechy.